# Gauverbot
Der informelle Begriff Gauverbot hat in der Zeit des Nationalsozialismus im Besonderen in der Ostmark ein Arbeitsverbot in der Verwaltungseinheit Gau des Geburts- oder Heimatlandes des Betroffenen bewirkt, jedoch einen Aufenthalt mit Verdienstmöglichkeit in der Fremde zugelassen.

## Beschreibung
Das Gauverbot war eine informelle Schikane der Gestapo und für höher gebildete Personen eine Vorstufe vor der schärferen Anwendung von Haft, Wehrmacht oder Konzentrationslager. Ein Gauverbot wurde insbesondere für Personen aus dem rechten oder christlichen Lager ausgesprochen, wo eine langsame Unterwerfung unter die Weltanschauung des Nationalsozialismus erwartet wurde, während für Personen aus dem sozialistischen oder kommunistischen Lager ein Gauverbot nicht berichtet wird.
Die Partei-Kanzlei der NSDAP teilte am 6. Januar 1943 in einem Rundschreiben mit dem Zusatzvermerk (Vertraulich!) an die Gauleiter unter Betrifft: Gauverbote und Gauverweisungen. mit, dass bei der Prüfung verschiedener Eingaben festgestellt wurde, dass in einigen Gauen „Gauverweisungen“ und „Gauverbote“ erlassen worden sind.
Zitat: Bei den Beteiligten und in der Öffentlichkeit wurden die Gauverweisungen nicht selten als Zeichen der Schwäche gedeutet, da andere Maßnahmen offenbar gescheut wurden, oder nicht angewendet werden konnten. Nicht zu Unrecht ist darauf verwiesen worden, dass offensichtlich in einigen Gauen andere Gaue als „Ausland“ betrachtet werden, in das unbequeme Personen abgeschoben werden können. Da durch die Gauverweisungen und Gauverbote der Eindruck erweckt werden kann, als herrsche nicht in allen Gauen des Großdeutschen Reiches eine einheitliche politische Auffassung und Ausrichtung, bitte ich zu veranlassen, dass in Zukunft derartige Maßnahmen unterbleiben. Die aus übergeordneten staatspolizeilichen Gesichtspunkten erlassenen Aufenthalts-Ge- und -Verbote der Geheimen Staatspolizei für bestimmte Personen bleiben von dieser Stellungnahme unberührt. gez. Martin Bormann.

## Nennungen des Gauverbotes
Kärnten
- Domkapitular Rudolf Blüml in Kärnten nach ?
- Karl Eberspächer (Diakonie de La Tour) aus Kärnten nach ?
- CV-Politiker Alois Karisch aus Kärnten nach ? und KZ Buchenwald
- Nationalökonom Richard Kerschagl aus Kärnten nach Berlin
- Geistlicher und Politiker Michael Paulitsch aus Kärnten nach Altötting
- CS-Politiker Ignaz Tschurtschenthaler nach KZ Dachau, KZ Flossenbürg von Klagenfurt mit Berufsverbot als Rechtsanwalt nach Wien
- Ständestaatvertreter Hugo Schwendenwein nach Laa an der Thaya und Wien

Niederösterreich
- Bauernbunddirektor Leopold Babitsch aus Niederösterreich nach ?

Oberösterreich
- Land- und Forstwirt und Politiker Ernst Grundemann-Falkenberg aus Oberösterreich nach ?
- Pfarrer Hermann Kagerer aus Oberösterreich nach Wien
- Gewerkschafter Hans Riha von Oberösterreich nach Berlin
- CS-Politiker Josef Heinrich Sommer aus Oberösterreich nach Wien

Salzburg
- Kanoniker Leonhard Steinwender aus Salzburg nach Petting in Oberbayern
- Georg Rinnerthaler[2] und Sohn Johann Rinnerthaler, nach KZ Dachau, aus Neumarkt am Wallersee nach Bayern

Steiermark
- Evang. Pfarrer Jakob Ernst Koch aus Ramsau am Dachstein nach Ohmenhausen

Tirol
- Musikwissenschaftler Wilhelm Fischer aus Innsbruck nach Wien
- Landesbediensteter Alois Lugger in Innsbruck über Wien nach Berlin
- Jesuit Karl Rahner von Innsbruck nach Wien

Vorarlberg
- Pfarrer Gebhard Baldauf der Pfarrkirche Lustenau in Lustenau nach Lindau.
- Politiker Otto Ender aus Vorarlberg nach Wien
- Toni Ulmer (Vaterländische Front) aus Vorarlberg nach ? bzw. Einzelhaft bzw. KZ Dachau
- Geistlicher Christian Hiller aus dem Bregenzerwald nach ?

Wien
- Dompfarrer Karl Raphael Dorr aus Wien nach Tübingen
- Studentenseelsorger Erwin Hesse aus Wien nach Brünn
- Politiker Ferdinand Riefler aus Wien nach Niederösterreich und in die Wehrmacht
- SS-Obersturmbannführer Friedrich Polte, wegen seinen Nachforschungen zum Gauleiter Baldur von Schirach
- Kirchenrechtler Johannes Hollnsteiner, nach Gestapo-Haft und KZ Dachau nach Oberösterreich